# Замок Карровдор
Замок Карровдор (англ. Carrowdore Castle) — один із замків Ірландії, розташований у графстві Даун, недалеко від селища Донахеді. Замок був побудований у 1818—1820 роках Ніколасом де ла Черойс Кроммеліном.

## Особливості архітектури
Замок Карровдор являє собою триповерхову будівлю з цегли, побудовану в стилі георгіївського особняка з елементами готики, точніше псевдоготики. Є зубці і кутові вежі, велика виступаюча башта. Інтер'єр зберігся в основному недоторканим, хоча деякі кімнати були перебудовані й була добудована велика глазурована сонячна кімната. Триповерхова вежа на південній стороні замку збудована в якобітсько-готичному стилі, збереглася в основному в первісному стані. Сусідня альтанка на сході замку знаходиться в руїні. Існує кілька дуже витончених готичних оздоб на стелі зали.

## Історія замку Карровдор

### Рід Кроммелін
Аристократична родина Кроммлелін, що побудувала замок Карровдор, на думку істориків походить з Франції. Колись вони володіли землями Арманкорт у Пікардії, після Нантського едикту жили у Фландрії. Арманд Кроммелін жив у своєму маєтку біля Куртре за часів імператора Карла V. Але в часи гоніння на протестантів герцогом Альба та королем Філіпом ІІ, родина Кроммелін покинула ті місця. Жан Кроммелін оселився в Сен-Квентін, став сеньйором де Камас, внаслідок шлюбу з Марі — дочкою Жака де Семері. Цей шлюб датують 17 грудня 1595 року і пишуть, що на весіллі був присутній король Франції Генріх IV. Внаслідок цього шлюбу народились три сини: П'єр, Жан, Адріан. Двоє онуків Жана де Камаса отримали шляхетні титули від короля Франції Людовика XIV. Інші стали сеньйорами Мез'єр, Сенанкурт, Арманкурт, Де Берсі. Онучка Де Берсі вийшла заміж за графа де Штольберга з Пруссії в 1733 році.
Жан Кроммелін (1603—1659) одружився з Рашель Жакуле дю Кастле. Він помер в Сен-Квентін, лишивши кількох дітей. Старший син — Луї Кроммелін народився в Сен-Квентін у 1625 році, був заручений у 1648 році з Марі і мав з нею 8 дітей. Потім вся родина мусила тікати до Голландії під час переслідувань протестантів, потім переїхала до Ольстера, Ірландія.
Луїс Кроммелін (1653—1727) заснував виробництво та торгівлю тканинами і білизною в Ольстері. У 1698 році Луїс та три його брати переїхали до Ольстера за підтримки короля Англії Вільгельма ІІІ. Вони оселилися в Лісберн, графство Антрім. Маючи капітал 20 000 £ вони заснували виробництво білизни. Король виділив Луї щорічну допомогу в розмірі 200 £. Він мав кількох синів і дочок, що породичалися з аристократами з родин Батлер та Ормонд. Молодша дочка Марі перший раз одружилась з Ісааком Тестардом де Блуа, а вдруге одружилась із Ніколасом де ла Черойсом — майором, подім підполковником, що служив у полку графа де Мартона армії короля Вільгельма ІІІ. Від цього шлюбу було двоє дітей — Семюель та Мадлейн.
Семюель де ла Черойс (1700—1784) одружився в 1731 році з Сарою Кормір. У них були діти: Данієль, Семюель, Ніколас, Джудіт. Семюель де ла Черойс додав до свого прізвища прізвище Кроммелін. Він одружився в 1776 році з Мері — єдиною дочкою доктора Томаса Доббса. У них були діти: Ніколас, Річард, Мері, Сара, Енн, Гаррієт Джудіт, Джейн Сюзанна.

### Володарі замку Карровдор
Маєтки успадкував Ніколас де ла Черойс Кроммелін (1783—1863), що власне і побудував замок Карровдор. Він одружився з Елізабет — дочкою барона Вільяма Вентра. Вони мали таких дітей: Семюель Артур Хілл (спадкоємець), Ніколас, Вільям Томас, Анна Сара, Марія Матильда, Клара Сюзанна, Елізабет Емілі.
Замок Карровдор успадкував Семюель Артур Хілл де ла Черойс Кроммелін (1817—1885). Він одружився в 1845 році з Анною-Марією — єдиною дочкою Джона Грейвса Томпсона з графства Тірон. У них були діти: Артур Клод, Луїс Ніколас, Фредерік Арманд, Люсі Маргарет, Марія Генріетта, Керолайн Анна (потім місіс Шоу), Евелін Анжеліка.
Замок успадкував Фредерік де ла Черойс Кроммелін (1861—1902). Потім замок успадкували його сестри Марія Генріетта та Евелін Анжеліка, що володіли замок разом з місіс Шоу.
До 1818 року на місці замку був невеликий будинок. Цей будинок батько Ніколаса де ла Черойс Кроммеліна використовував лише зрідка — як місце для збору орендної плати і як літня резиденція. Після його завершення побудови в 1820 році замок Карровдор служив як основне місце проживання Ніколаса до 1847 року, коли нагальні фінансові проблеми змусили його жити в замку Кушендан, графство Антрім, і орендувати замок Карровдор своєму синові Самуелю. Після смерті Самуеля замок успадкував Фредерік де ла Черойс Кроммелін у 1902 році. У тому ж році замок був проданий, але знову здавалася в оренду. У 1931 році замок купив містер МакНіл.
Нинішні власники придбали замок Карровдор в 1972 році й відремонтували частково, добудували Сонячну Кімнату. У 1992 році було добудовано в замку нові споруди і кімнати на невеликій відстані від замку. З цього часу замок Карровдор залишився в значній мірі вільним, за винятком двох кімнат першого поверху на південному сході, які в даний час орендовані в коледжем Странгфорд. Господарські будівлі на півдні замку були недавно відремонтовані і тепер їх можна використовувати як будинки відпочинку. Біля замку є луки і ділянки лісу. Є посаджений і доглянутий декоративний сад на схід від замку, біля озера. Компонування паркової зони змінилося на диво мало з початку ХІХ століття.
Замком Карровдор нині володіє д-р Френсіс Дженнінгс та його брат Шеймус Дженнінгс. Брати Дженнінгс давно є одними з найбагатших людей у Північній Ірландії. У 2008 році вони продали свої будівельні фірми — «Ротарі Груп», австралійські будівельні компанії і отримали за це £ 95 000 000. У тому ж році вони продали лікарню «Кромвелл» у Лондоні в і отримали за це £ 90 000 000. Вони зараз займаються рибальством та нерухомістю на острові Айл.